# Римава
Ри́мава (словац. Rimava) — река в южной части центральной Словакии, правый приток Шайо.

## Характеристика
Длина реки — 70 км. Площадь водосборного бассейна — 1380 км². Высота истока — 1130 м над уровнем моря.

## Течение
Берёт начало на горе Фабова голя одной из самых высоких (высота 1438 метров) вершин хребта Вепорске Врхи. Протекает с севера на юг через заповедник Муранска Планина, горный массив Столицке-Врхи и впадает в реку Шайо. У реки расположены города Тисовец, Гнуштя и Римавска-Собота. По пути в Римаву впадает более тридцати притоков, наиболее значимыми из них являются Блг, Гортва и Римавица.